# Cooka aterrima
Cooka aterrima är en tvåvingeart som beskrevs av Axel Leonard Melander 1916. Cooka aterrima ingår i släktet Cooka och familjen dyngmyggor. Inga underarter finns listade i Catalogue of Life.